# Quebo
Quebo és una vila i un sector de Guinea Bissau, situat a la regió de Tombali. Té una superfície 960 kilòmetres quadrats. En 2008 comptava amb una població de 15.318 habitants dels quals 6.195 viuen a la vila.